# عبد الحميد البجوقي
عبد الحميد البجوقي (من مواليد 1961، مارتيل، المغرب) روائي وصحفي وجمعوي وسياسي مغربي، يكتب بالعربية والإسبانية.

## حياته
ولد عبد الحميد البجوقي بمدينة مارتيل بشمال المغرب سنة 1961 ودرس فيها المرحلة الثانوية قبل ان ينتقل إلى جامعة محمد الخامس كلية الحقوق بالرباط. بدأ العمل النقابي وهو تلميذا حيث التحق بنقابة محضورة وهي النقابة الوطنية لتلامذة المغرب ليلتحق بعدها بالاتحاد الوطني لطلبة المغرب في المرحلة الجامعية وهي نقابة ثورية كانت في مواجهة النظام والتي كانت تطالب بالديمقراطية واحترام حقوق الإنسان وقد تحمل فيها مسؤولية الكتابة العامة وكان مسؤولا عن اضراب 1982. أصبح عضوا بالحزب الاشتراكي الذي كان في المعارضة، والتحق بأحد اجنحته؛ ما يسمى رفاق الشهداء. نظرا للمضايقات التي تعرض إليها هو ورفاقه، وبعد انتفاضة 1984 والتي أصدر القضاء حكما غيابي في حقه لمدة 30عاما سجنا بتهمة المشاركة في انتفاضة مراكش، لم يجد بدا من الهروب إلى إسبانيا.
اختار اسبانيا ملاذا لعدة أسباب منها القرب الجغرافي والتي كان التلفزيون ينقل له كل شيء عنها من اخبار سياسية، ثقافية وكروية، ووجود مدينته في منطقة حدودية يسهل منها الدخول والخروج. بعد هروبه في قارب إلى اسبانيا التحق عبد الحميد البجوقي بكلية الحقوق كمبلوتنسي. وبعد العفو الملكي من الملك الحسن الثاني سارع إلى العودة إلى وطنه بعد غياب في المنفى دام 16 عاما.
عبد الحميد البجوقي بعدما التحق بإسبانيا، قرر ان يكمل ما بدأه في المغرب مدافعا عن حقوق الإنسان ولكن هذه المرة بشكل فرضته ظروف المنفى وما واجهم هو ورفاقه من عنصرية وقوانين مجحفة في حقهم كعمال ومهاجرين ولاجئين، حيث اسس في اسبانيا جمعيات للدفاع عن مصالح المهاجرين المغاربة واللاجئين وكانت فيها جنسيات متعددة تحمل فيها نيابة الرئاسة.
التحق بنقابة اشتراكية وهي نقابة الاتحاد العام للعمال الاسبان واسس هو وزملاؤه نقابة المهاجرين المغاربة بإسبانيا لمساعدتهم على الاندماج. كانت له علاقات مع الحزب الاشتراكي والحزب الشيوعي الاسباني الذي تحول إلى حزب اليسار الموحد. أسس عبد الحميد البجوقي حركة الاشتراكيين الديمقراطيين المغاربة في اسبانيا سنة 2003 وأصبح أحد أبرز المدافعين عن حقوق الإنسان في أوروبا. كما أسس جمعية المهاجرين (2000- 2002) والتي اكتفت جهودها من اجل تسوية وضعية المهاجرين المغاربة حيث تم ربطهم بنقابة اسبانية من اجل الدفاع عن حقوقهم النقابية.
البجوقي عضو الاتحاد الأورو متوسطي للدفاع عن حقوق المهاجرين.

## الجوائز:
جائزة القراء الشباب للكتاب المغربي التي تنظمها شبكة القراءة بالمغرب.

## عمله السياسي
كان عمله السياسي بعد ان غادر موطنه المغرب قد أدى إلى تأسيس حركة الاشتراكيين الديمقراطيين المغاربة والتي انتخب امينا عاما لها سنة 2003 وأصبح أبرز المدافعين عن حقوق الإنسان في أوروبا. كتفت جمعية المهاجرين من اجل تسوية وضعية المهاجرين المغاربة واليت ربطتهم بنقابة في اسبانيا من اجل الدفاع عن حقوقهم النقابية ومساعدتهم على الاندماج. كانت للجمعية عدة اهداف من بينها محاربة العنصرية البحث عن سكن إيواء القاصرين دور للنساء المسلمات. كما كان للجمعية دور تعبوي تأطيري حيث اطرت مظاهرات واعتصامات في الشوارع احتجاجا على القوانين العنصرية وكذا خرق حقوق الإنسان في المغرب، كما ساهمت في فتح نقاش حول قانون الأجانب سنة 1987 الذي جرد المهاجرين من ابسط الحقوق الإنسانية. كان الطعن امام المحكمة الدستورية في بعض فصوله فتم الضغط على الحكومة الاشتراكية واليمينية فتم تغييره بقانون 4- 2000.أصبح عبد الحميد البجوقي مسؤولا عن مؤسسات تابعة للشبكة الأورو متوسطية للتعاون والتنمية والتي اهتمت بمشاكل العمال المغاربة وأسست درعا للتنمية والتعاون ويتم انجاز مشاريع تنموية داخل المغرب. استطاعت الجمعية ان تسيج عدة مدارس في المناطق الهشة في المغرب خصوصا في الجهة الشمالية التي كانت تعاني من الفقر بشكل حاد. كما استطاعت مد المناطق التي تجد صعوبة في البحث عن الماء بشبكة الماء. كما اسسوا وبنوا مستشفيات بمساهمات العمال المهاجرين وموارد من الوحدة الأوروبية.

## مؤلفاته
- حكايات المنفى: عبسليمو النصراني
- عيون المنفى: "المورو" خايمي : رواية[2]
- المشي على الريح - موت في المنفى، (بالإسبانية: caminando sobre el viento – muerte en el exilio)[4][5]
- راي اخر في الاختلاف-  منشورت دفاتر الشمال  1998
- الانتقال السياسي في المغرب  -منشورات فوسا 2000
- من الحركة الوطنية إلى الحركة الديمقراطية  -منشورات البيادر  2001
- الملكية والأحزاب في المغرب – منشورات وجهة نظر 2004
- زمن الهجرة وسياسة الخداع- منشورات ابسر فادور ميديا 2009
- الجنيس رواية عن أخوين سليكي 2021.
- عريس الموت:رواية صدرت عن دار النشرالمغربية فاصلة سنة 2023.